# 射影的対象
圏論において，射影的対象（しゃえいてきたいしょう，英: projective object）の概念は射影的加群の概念を一般化する．
圏 {\displaystyle {\mathcal {C}}} の対象 P が射影的とは，hom関手
{\displaystyle \operatorname {Hom} (P,-)\colon {\mathcal {C}}\to \mathbf {Set} }
が全射を保つことをいう．つまり，任意の射 {\displaystyle f\colon P\to X} は任意の全射 Y → X を通して分解する．
{\displaystyle {\mathcal {C}}} をアーベル圏とする．この文脈では，対象 {\displaystyle P\in {\mathcal {C}}} が射影的対象であるとは，
{\displaystyle \operatorname {Hom} (P,-)\colon {\mathcal {C}}\to \mathbf {Ab} }
が完全関手であることをいう．ただし {\displaystyle \mathbf {Ab} } はアーベル群の圏である．
射影的対象の双対概念は単射的対象の概念である：アーベル圏 {\displaystyle {\mathcal {C}}} の対象 Q が単射的であるとは，{\displaystyle {\mathcal {C}}} から {\displaystyle \mathbf {Ab} } への関手 {\displaystyle \operatorname {Hom} (-,Q)} が完全であることをいう．

## 充分射影的対象をもつ
{\displaystyle {\mathcal {A}}} をアーベル圏とする．{\displaystyle {\mathcal {A}}} が充分射影的対象をもつ（Have Enough Projectives）とは，{\displaystyle {\mathcal {A}}} の任意の対象 A に対して，{\displaystyle {\mathcal {A}}} の射影的対象 P と完全列
{\displaystyle P\longrightarrow A\longrightarrow 0}
が存在することをいう．言い換えると，射 p: P → A は全射である．

## 例
R を 1 をもつ環とする．左 R 加群の圏 {\displaystyle {\mathcal {M}}_{R}} を考える．{\displaystyle {\mathcal {M}}_{R}} はアーベル圏である．{\displaystyle {\mathcal {M}}_{R}} における射影的対象はちょうど射影左 R 加群である．なので R はそれ自身 {\displaystyle {\mathcal {M}}_{R}} の射影的対象である．双対的に，{\displaystyle {\mathcal {M}}_{R}} における単射的対象はちょうど単射的左 R 加群である．
左（右）R 加群の圏は充分射影的対象を持つ．なぜならば，任意の左（右）R 加群 M に対して，F として M の生成集合 X（M でよい）によって生成される自由（したがって射影）R 加群をとることができるからである．すると 標準射影 π: F → M が所望の全射である．